# Bisht

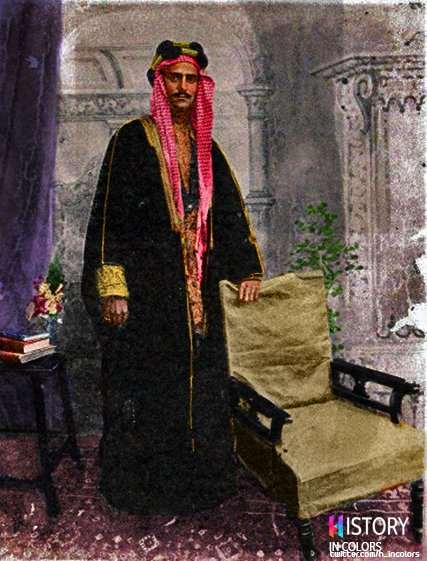
Sheikh Chassib, hijo del jeque Jazal Jan, príncipe heredero del emirato de Mohammerah, vistiendo un bisht en una imagen de 1923.

Un bisht (en árabe: بِشْت‎; plural: بِشُوت bishūt y بْشُوت bshūt), conocido en algunos dialectos árabes como mishlaḥ (árabe: مِشْلَح ) o ʿabāʾ (árabe: عَبَاء ), es una capa masculina tradicional popular en el mundo árabe, usada durante miles de años.
Según antiguas pinturas cristianas y hebreas, fue usado en los días de Jesús, por la gente del Levante, especialmente los habitantes de Tierra Santa.
El bisht es una capa exterior que fluye sobre un thawb.

## Simbolismo
Un bisht generalmente se usa como símbolo de prestigio en ocasiones especiales como bodas o festivales como Eid al-Fitr, o para el Ṣalāt al-Yumuʿah o Salat al-Janazah. Por lo general, lo usan los funcionarios seculares o el clero, incluidos los jefes tribales, los reyes y los imanes sobre un thawb, kanzu o túnica. Es una prenda de estatus, asociada con la realeza, la posición religiosa, la riqueza y las ocasiones ceremoniales, símil al esmoquin en Occidente.
En la final de la Copa Mundial de la FIFA de 2022, el emir catarí Tamim bin Hamad Al Thani colocó un bisht sobre el capitán argentino Lionel Messi antes de que el jugador recibiera el trofeo.

## Etimología
La raíz triliteral de bisht se usa ampliamente en las lenguas semíticas, incluido el árabe, y una teoría es que la palabra bisht se deriva del acadio bishtu, que significa "nobleza" o "dignidad". El nombre alternativo de ʿabāʾ (en árabe: عَبَاء‎) proviene de la raíz triliteral árabe ʿAyn - Bāʾ - Wāw, que se relaciona con 'llenar'.
El registro histórico más antiguo en el que se menciona el bisht o la túnica árabe puede ser el que figura en el libro de historias del historiador griego Heródoto, que vivió en el siglo V a. C., al describir la vestimenta de los soldados árabes:
“Los soldados árabes visten una túnica larga, que atan a un cinturón, y sus arcos largos están en sus brazos derechos, y se colocan boca abajo”.

## Color
Suele ser de color negro, marrón, beige, crema o gris.